# 3,3',5,5'-Tétraméthylbenzidine
Le 3,3',5,5'-tétraméthylbenzidine ou TMB est un substrat chromogène utilisé en immunohistochimie et comme révélateur de la peroxydase dans la technique ELISA. Le TMB est un cristal incolore ou coloré en bleu-vert pâle lorsqu'il est en solution dans un tampon faiblement acide.

Après action de la peroxydase, le TMB prend une coloration bleue dont l'absorbance peut être mesurée à 370 nm ou entre 620 et 655 nm.

La réaction de la peroxydase peut être arrêtée par l'ajout d'acide chlorhydrique 2M ou d'acide sulfurique 1M. Dans ce cas, le produit formé par le TMB sous l'action de la peroxydase prend une couleur jaune que l'on peut mesurer à 450 nm.

Le TMB est photosensible et doit être protégé d'une exposition directe au soleil ou d'une source UV.
Le TMB a donné un résultat négatif de mutagénicité au Test d'Ames.